# Marcon
Pour les articles homonymes, voir Marcon (homonymie).
Marcon est une commune italienne d'environ 15 900 habitants située dans la ville métropolitaine de Venise dans la région Vénétie dans le nord-est de l'Italie.

## Administration
| Période                                  | Période | Identité | Étiquette | Qualité |
| ---------------------------------------- | ------- | -------- | --------- | ------- |
|                                          |         |          |           |         |
| Les données manquantes sont à compléter. |         |          |           |         |

### Hameaux
Gaggio, San Liberale

### Communes limitrophes
Mogliano Veneto, Quarto d'Altino, Venise